# Mart Joosten
Marthaniel Nico Roelof (Mart) Joosten (Gorkum, 1932 - Saint-Victor-la-Coste, 2006) was een Nederlands bronsgieter, beeldconstructeur en keramist. Hij was van 1952-1971 leidinggevende firmant van de Bronsgieterij A Cire Perdue Fa. M.N.R. Joosten.

## Leven en werk
Mart Joosten is de tweede zoon van een kinderrijk gezin van wagenmaker Egbert Joosten en Johanna Kuiper. Dat gezin komt in 1952 in Velp naast Bronsgieterij A Cire Perdue van Dick Grosman te wonen. Mart is dan 20 en gaat liever Grosman helpen dan een beroepsopleiding volgen. Zijn broer Ben Joosten (1931-2013) is dan administrateur op een Arnhemse scheepswerf.
Als Grosman in 1957 zijn gieterij opheft richten de beide broers hun eigen bronsgieterij op, de in de Arnhemse Kerkstraat gevestigde Bronsgieterij A Cire Perdue Fa. M.N.R. Joosten. Dat bedrijf verhuist in 1959 naar de Smitsweg te Soest. Daar groeit het uit tot de meest toonaangevende en innovatieve bronsgieterij die het a-cire-perdue procedé toepast en waarvan Mart de techniek tot op grote hoogte ontwikkelt.
Hier is een belangrijk deel van de Nederlandse beeldhouwkunst uit de jaren 1960 gegoten. Nederlandse kunstenaars als Mari Andriessen, Eric Claus, Wessel Couzijn, Lotti van der Gaag, Carel Kneulman, Charlotte van Pallandt, Pearl Perlmuter hebben hier hun werk laten gieten. Naast Ben en Mart Joosten werken ook hun broers Roel, Egbert en Herman en hun zwagers Gerard de Groot en Theo van Schie in de gieterij mee.
In 1971 moet het bedrijf op last van de gemeente sluiten. Joosten vestigt zich in een boerderij in Andijk. Hier wordt hij een fervent solozeiler en voert hij als eenmanszaak opdrachten van tal van kunstenaars uit, nu in staal en hout. Tussen 1972 en 1974 construeert hij voor Wessel Couzijn het immense, in cortenstaal uitgevoerde Groot Landschap.
Nadat hij met de keramiste Marianne Langeberg is getrouwd verhuist hij naar het Franse Saint-Victoire-la-Coste. Hier ontwikkelt hij zich als keramist en overlijdt hij op 18 december 2006.